# Nephodia obeliscata
Nephodia obeliscata là một loài bướm đêm trong họ Geometridae.